# Baladas En Español
Baladas En Español è una raccolta di ballads, riarrangiate in lingua spagnola, del duo pop svedese Roxette, pubblicata nel 1996 per il mercato latino dalla EMI.

## Il disco
Il disco include 12 ballads, tratte originariamente dagli album: Joyride, Crash! Boom! Bang!, Look Sharp!, Don't Bore Us, Get to the Chorus!, e Tourism.
I brani dell'album hanno un mixaggio differente da quello originale, in particolare come No Sé Si Es Amor (It Must Have Been Love) e Habla El Corazón (Listen to Your Heart), per rendere al meglio con i testi in lingua spagnola che sono stati anche riadattati, come Soy Una Mujer (Fading Like a Flower (Every Time You Leave)), Un Día Sin Tí (Spending My Time) e Quiero Ser Como Tú.
Il brano: Un Día Sin Tí (Spending My Time) oltre ad essere reliazzato come primo singolo è accompagnato da un nuovo video, realizzato da Jonas Akerlund
I testi sono stati tradotti da Luis G. Escolar.

## Tracce
1. Un Día Sin Tí (Spending My Time) - 4:38
2. Crash! Boom! Bang! (Crash! Boom! Bang!) - 4:26
3. Directamente A Ti (Run To You) - 3:30
4. No Sé Si Es Amor (It Must Have Been Love) - 3:30
5. Cuanto Lo Siento (I'm Sorry) - 4:41
6. Tímida (Vulnerable) - 4:44
7. Habla El Corazón (Listen to Your Heart) - 5:09
8. Como La Lluvia En El Cristal (Watercolours in the Rain) - 3:42
9. Soy Una Mujer (Fading Like a Flower (Every Time You Leave)) - 3:45
10. Quiero Ser Como Tú (I Don't Want to Get Hurt) - 4:16
11. Una Reina Va Detrás De Un Rey (Queen of Rain) - 4:51
12. El Día Del Amor (Perfect Day) - 3:55

## Singoli
- Un Día Sin Tí (Spending My Time)
- No Sé Si Es Amor (It Must Have Been Love)

## Singoli promozionali
- Soy Una Mujer (Fading Like a Flower (Every Time You Leave))

## Curiosità
Nel 1999, esce un'edizione speciale dell'album Have A Nice Day contenente tre brani dello stesso album, riarrangiati in spagnolo, tradotti sempre da Luis G. Escolar. I 3 brani sono Alguien (Anyone), Quisiera Volar (Wish i could fly) e Lo siento (Salvation)